# Вилохвостый ласточковый козодой
Вилохвостый ласточковый козодой (лат. Uropsalis segmentata) — вид птиц из семейства настоящих козодоев. Выделяют два подвида.

## Подвиды и распространение
Выделяют два подвида:
- Uropsalis segmentata segmentata (Cassin, 1849) — Боливия и Эквадор
- Uropsalis segmentata kalinowskii — Колумбия и Перу

## Места обитания
Птицы живут в Андах, встречаются на высоте от 2300 до 3600 м над уровнем моря. Естественной средой обитания являются стланиковые леса и опушки влажных горных лесов, включая поляны с бамбуком, жёсткой травой или кустарниковой растительностью. Миграций представители вида не совершают.

## Описание
Взрослые самцы достигают длины 66 см (включая удлинённые крайние рулевые перья), у самок рулевые перья не удлинены и их длина не превышает 23 см; ; масса тела 42—44 г. Верхняя часть тела обоих полов номинативного подвида тёмно-коричневая с множеством желтовато-коричневых пятен. Хвост обычно коричневый. Крылья от коричневого до серовато-коричневого цвета с рыжевато-коричневыми пятнами. Подбородок и горло тёмно-коричневые с желтовато-коричневыми пятнами, грудь темно-коричневая с желтовато-коричневыми и желтовато-коричневыми гребешками, а брюхо и бока желтоватые с коричневыми полосами. U. s. kalinowskii имеет несколько более короткий хвост.

## Рацион
Питаются насекомыми.

## Охранный статус
МСОП присвоил виду охранный статус LC.